# Староушицький заказник
Староу́шицький зака́зник — ландшафтний заказник місцевого значення в Україні. Розташований у межах Кам'янець-Подільського району Хмельницької області, неподалік від смт Стара Ушиця. 
Площа 2715 га. Статус надано згідно з рішенням Хмельницького облвиконкому від 17.12.1992 року № 3. Перебуває у віданні ДП «Кам'янець-Подільський лісгосп» (Староушицьке л-во, кв. 6-11, 14, 15, 19-27, 30-40, 41-47). 
Статус надано з метою збереження лісових масивів на стрімких (місцями скелястих) схилах правого берега річки Ушиці та лівого берега Дністра. Зростає переважно сосна. У трав'яному покриві — рідкісні рослини, серед яких коручка морозникоподібна, ковила волосиста, гніздівка звичайна. 
Входить до складу національного природного парку «Подільські Товтри».